# 姚国强
姚国强（1956年9月23日—），男，山东文登人，中国影视录音师，北京电影学院教授。

## 生平
1956年9月23日生于浙江省杭州市。1976年在杭州电器厂金工车间担任车工。1978年考入北京电影学院录音系电影录音专业。1982年毕业，获文学学士学位。毕业后在浙江电视台技术部担任录音师。1985年，任铁道部工程指挥部文工团录音师。1997年调入北京电影学院录音系任教，2003年晋升教授。2004年，任北京电影学院科研设备处处长。2005年，获得国家一级录音师职称。2009年至2014年，任北京电影学院科研信息化处处长（原科研设备处撤销）。

## 高校兼职
- 中国传媒大学兼职教授（2003年）
- 哈尔滨工业大学人文和社会科学学院兼职教授（2002年）
- 中国电影艺术研究中心研究生部兼职教授（2002年）
- 中原工学院兼职教授（2010年）[3]
- 河北大学艺术学院客座教授（2011年）
- 贵州民族学院传播学院客座教授（2011年）
- 河北传媒学院兼职教授（2012年）
- 河北科技大学兼职教授（2012年）
- 西南政法大学广播影视与新媒体研究院学术委员会委员（2013年）
- 上海大学兼职教授（2014年）
- 浙江传媒学院特聘教授（2014年）
- 山西传媒学院客座教授（2014年）
- 云南艺术学院客座教授（2014年）
- 澳门科技大学兼职教授
- 山东师范大学兼职教授（2019年）[4]
- 安徽师范大学客座教授（2021年）[5]

## 社会兼职
- 北京电影学院学术委员会委员、秘书长（2008年—2014年）
- 中国高等院校影视学会副会长、微电影专业委员会理事长
- 中国电影家协会电影声音艺术工作委员会会长
- 中国录音师协会电影电视声音专业委员会主任委员